# Fichier automatisé des empreintes digitales

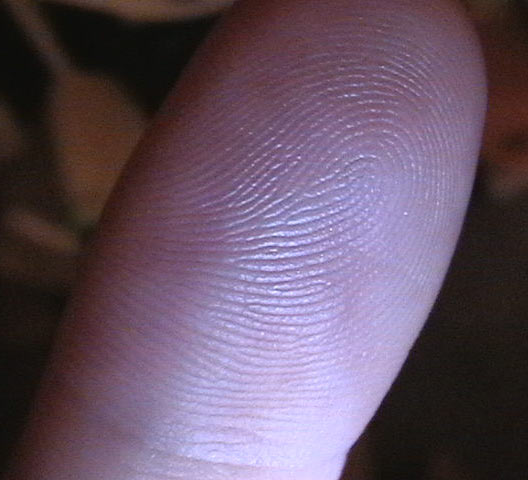
Des dermatoglyphes

Le Fichier automatisé des empreintes digitales (FAED) est un fichier informatisé d'empreintes digitales créé en France en 1987. Il est placé sous la responsabilité du Service national de police scientifique (SNPS) du ministère de l'Intérieur, et placé sous le contrôle du procureur général près la cour d'appel de Paris. Sa gestion est vivement critiquée par la CNIL en 2021.
La FAED est un registre contenant des empreintes digitales appartenant aux auteurs de crimes ou de délits. On compare les empreintes trouvées sur les scènes de crimes à celles qui sont enregistrées dans le fichier automatisé des empreintes digitales (FAED) afin de savoir si la personne accusée l'est à tort ou non.

## Cadre légal
Le FAED est créé par un décret du 8 avril 1987,, modifié en 2005,, en 2011, et en 2015,. Il est abrogé et ses dispositions sont codifiées en 2024, aux articles R. 40-38-1 à R. 40-38-11 du Code de procédure pénale.
Depuis sa création en 1987, le fichier est placé sous la responsabilité du ministère de l'Intérieur, plus précisément, dans un premier temps, de la direction centrale de la Police judiciaire (DCPJ). En 2017, il passe sous la responsabilité du Service central de la police technique et scientifique (SCPTS), qui devient en 2021 le Service national de police scientifique (SNPS).
La prise des empreintes digitales est règlementée par les articles 78-3 et 78-5 du Code de procédure pénale.

## Nombre
Fin 2019, le FAED disposait d'une volumétrie de 6,5 millions d'individus et gérait 1 à 1,2 million de nouvelles signalisations par an.
| Date             | Individus | Traces non identifiées | Réf.  |
| ---------------- | --------- | ---------------------- | ----- |
| mai 2004         | 2 250 000 | 155 000                | [ 2 ] |
| 31 août 2006     | 2 398 727 |                        | [ 3 ] |
| 1er octobre 2008 | 2 998 523 | 171 801                | [ 4 ] |
| 17 février 2011  | 3 654 322 | 211 964                |       |
| 12 février 2014  | 4 800 000 |                        | [ 5 ] |
| 1er janvier 2015 | 5 157 792 | 233 844                | [ 6 ] |
| octobre 2018     | 6 200 000 | 220 000                | [ 7 ] |
| décembre 2018    | 6 300 000 | 240 000                | [ 8 ] |
| 31 décembre 2022 | 6 561 408 | 293 831                | ,     |

## Contenu du fichier
Le fichier contient 5 éléments : l'état civil de la personne arrêtée, le motif de l'arrestation, les dates et lieu de signalisation, des éléments de signalement et les caractéristiques d'empreintes digitales.

## Durée de conservation des données
Ces informations sont conservées pendant une durée maximale de 25 ans pour les personnes. La durée dépend de l'âge de la personne, la sévérité de l'infraction, et la nature de la procédure. Pour les traces, depuis le décret du 2 décembre 2015 mis en application au 1er mars 2017, la durée de conservation maximale variera en fonction de la gravité de l'infraction, de l'âge de la personne concernée (des garanties spécifiques sont notamment prévues pour les mineurs) et du caractère national ou international de la procédure. Elle s'échelonnera alors entre 10 et 25 ans. Le droit d'accès de la personne intéressée est assurée auprès du directeur central de la Police judiciaire au ministère de l'Intérieur.
Cependant, dans un rapport rendu public en septembre 2021, qui fait suite à une procédure de contrôle lancée en décembre 2018, la Commission nationale de l'informatique et des libertés décrit de nombreuses infractions à la législation dans la gestion du FAED, notamment le non-respect des règles sur la durée de conservation, et adresse un « rappel à l'ordre » au ministère de l'Intérieur. La CNIL découvre aussi l'existence d'un fichier non informatisé comprenant sept millions de fiches, dont le ministère annonce la destruction prochaine, sans calendrier précis. La CNIL clôt cette procédure d'injonction en janvier 2024,.